# اسباب‌بازی (فیلم)
اسباب‌بازی (لهستانی: Zabawka) یک فیلم عاشقانه لهستانی به کارگردانی میخاو واشینسکی است که در سال ۱۹۳۳ منتشر شد.

## بازیگران
- آلما کار
- ائوگنیوش بودو
- ویکتور بیگانسکی
- استانیسواو شیه‌لاینسکی
- کنراد تم
- زولا پوگوژلسکا
- استفانیا گورسکا
- واندا یارشفسکا
- هلنا زارمبینا
- یژی مار
- ائوگنیوش کوشوتسکی